# 金森直一
金森 直一（かなもり なおかず、1912年3月18日 - 1998年6月30日）は、日本の経営者。長崎県出身。

## 経歴
1934年に慶應義塾高等部を卒業し、1937年に日産火災海上保険に入社。1959年に取締役に就任し、1963年に常務、1966年に専務を経て、1969年6月に副社長に就任し、1974年4月には社長に昇格し、1977年4月までに務めた。
1976年9月に藍綬褒章を受章し、1982年11月に勲四等瑞宝章を受章。
1998年6月30日腎不全のために死去。86歳没。